# Желтопоясничный настоящий бюльбюль
Желтопоясничный настоящий бюльбюль (лат. Pycnonotus xanthopygos) — вид птиц семейства бюльбюлевых, обитающий на Ближнем Востоке. Длина туловища 19,5—22 см, размах крыльев 27—31 см, масса 35—46 г.
У желтогузых бюльбюлей нет полового диморфизма. У  молодых особей голова темнее, а  круги вокруг глаз менее выражены,  чем у взрослых. Чашеобразное гнездо  из тонких веток, травы, листьев и мха птицы прячут в кустах, выстилая изнутри волосами, измельченной корой или  корешками.
Желтогузый бюльбюль номинировался в 2008 году на звание национальной птицы государства Израиль, но уступил удоду, разделив четвёртое место с палестинской нектарницей, шпорцевым чибисом, белоголовым сипом и степной пустельгой. Данную птицу можно наблюдать, например, в средиземноморских районах Турции.

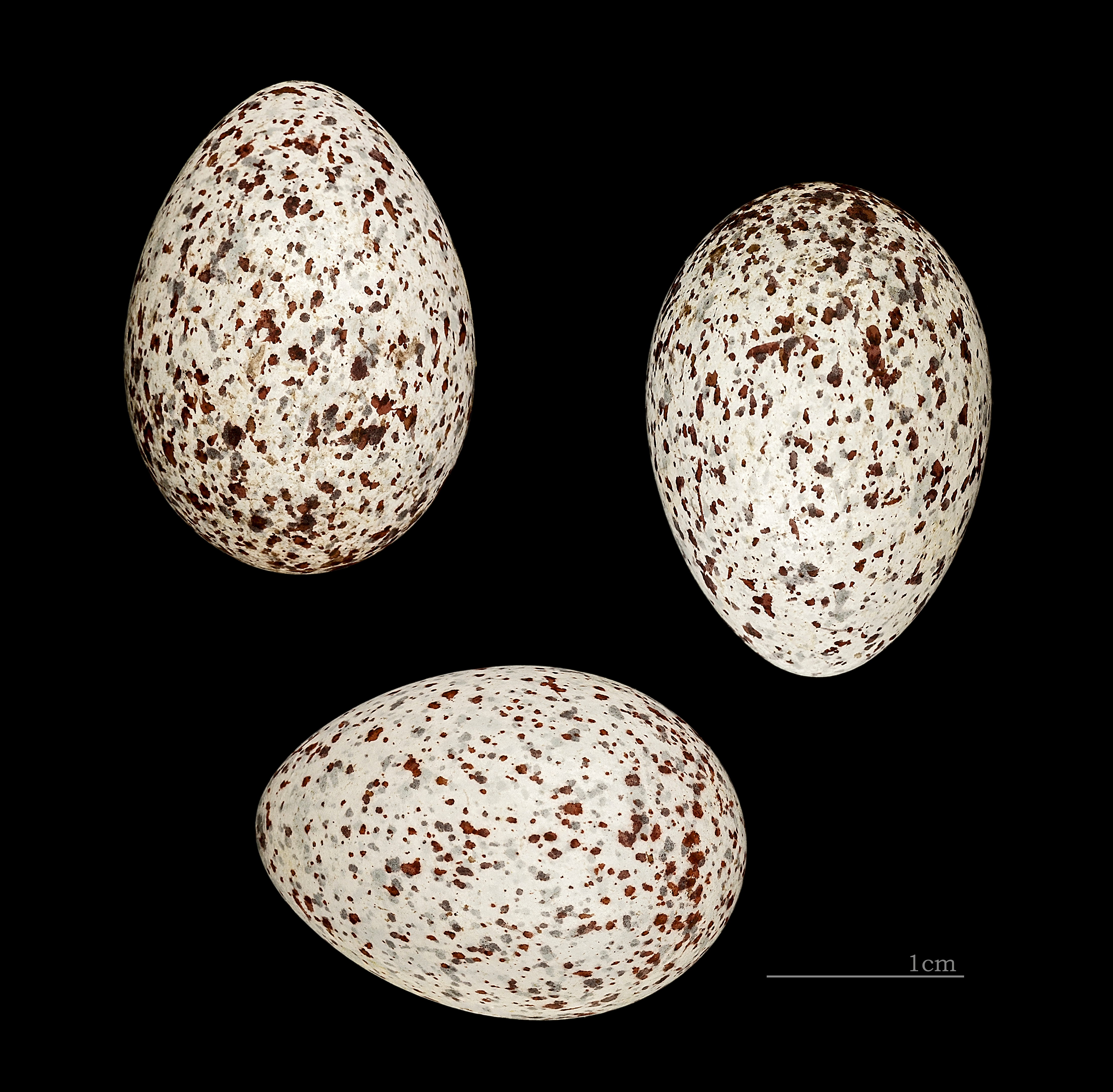
Яйца
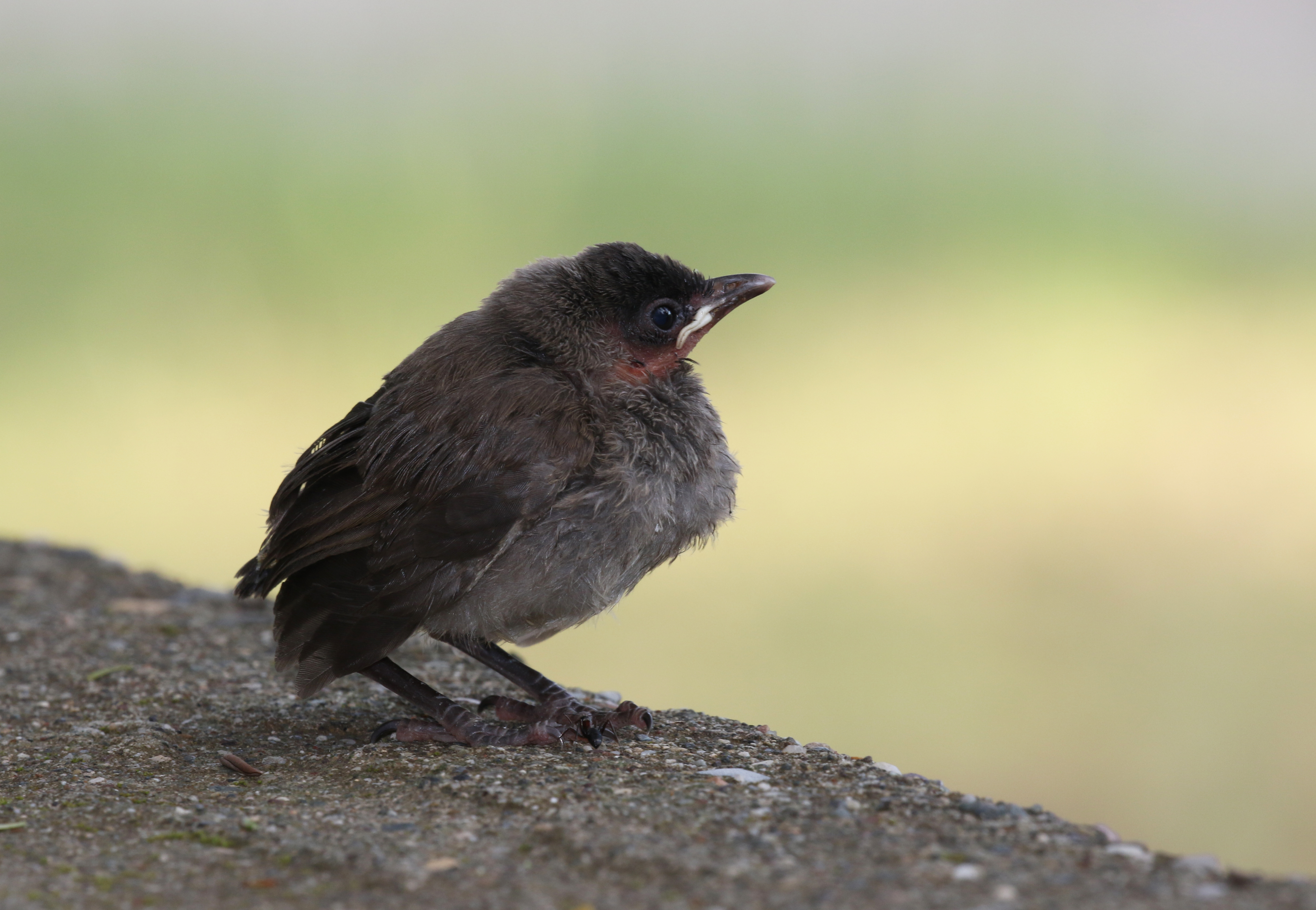
Птенец
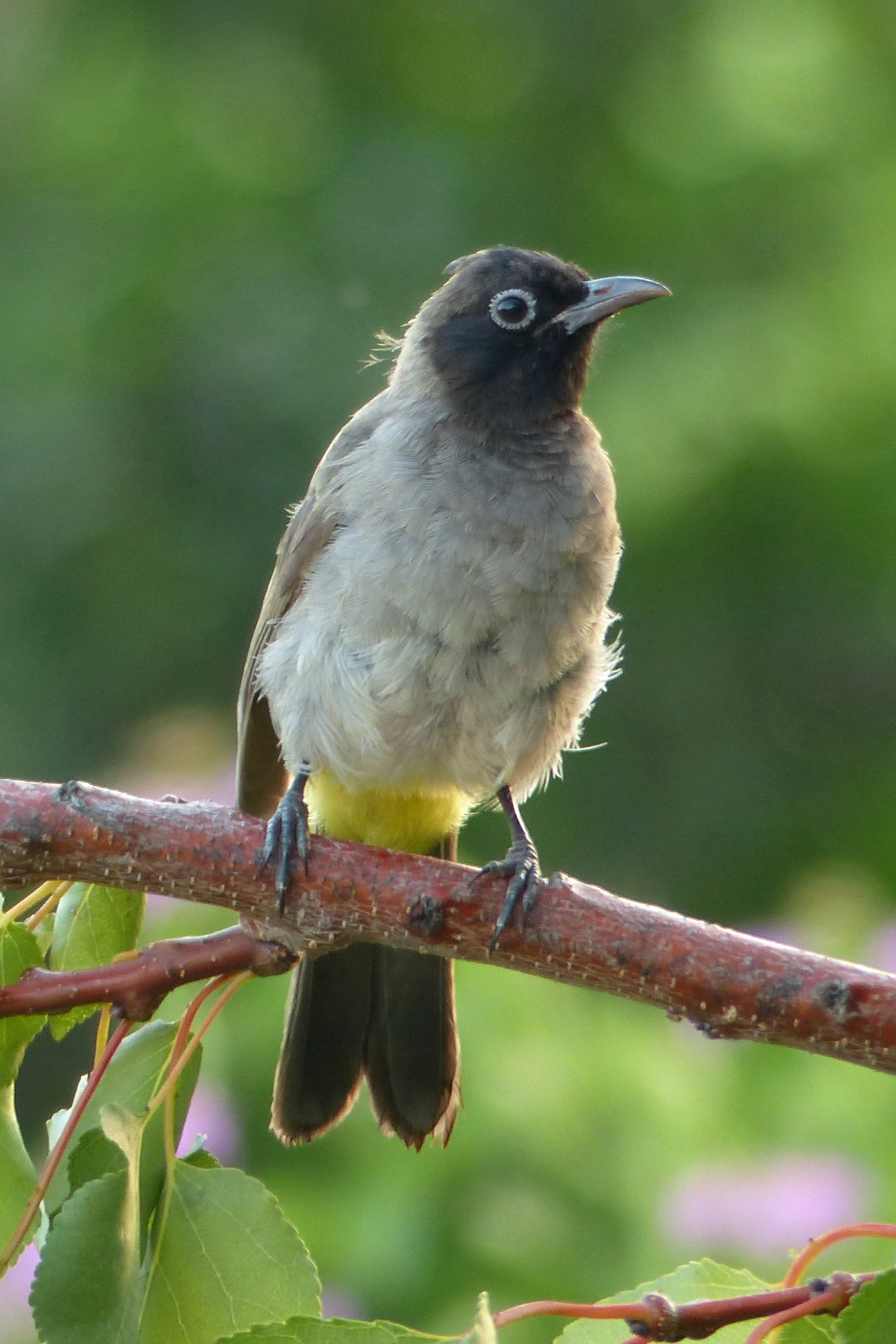
Молодая птица